# Daré Nibombé
Daré Nibombé (Lomé, Togo, 16 de junio de 1980) es un exjugador y entrenador de fútbol togolés. Actualmente dirige a la selección de Togo.

## Carrera como jugador
Nacido en Lomé, Nibombé inició su carrera futbolística en Togo. En 1999 fue trasladado a ASKO Kara. Después de dos años, fue fichado por el equipo ghanés Liberty Professionals, pero después de un par de temporadas, regresó al AS Douanes de su país natal.
En 2002, inició su carrera futbolística en Europa y fichó primero por el club belga RAA Louviéroise y más tarde por el RAEC Mons.Allí, descendió en el club en 2005, pero logró ascender rápidamente a la Primera División. En la temporada 2008-09, CS Otopeni compró su pase a cambio de €400.000. Después de sólo seis apariciones y un gol, se mudó al FC Timișoara por €300.000.
Desde el verano de 2010 hasta enero de 2011, Nibombé jugó en el FK Baku de Azerbaiyán.El 1 de febrero de 2011, se trasladó al Arminia Bielefeld de la 2. Bundesliga, pero se marchó seis meses después.
Luego de un paso por el Al-Nassr, el 4 de enero de 2012 firmó con el RBD Borinage.Después de permanecer por dos temporadas y media, se marchó al Francs Borains donde culminó su carrera como futbolista.

## Selección nacional
Convocado por la selección de Togo desde 2000, Nibombé representó al país africano en la Copa Mundial de la FIFA 2006,durante el cual formó parte del once inicial del equipo, disputando los tres partidos de la fase de grupos.Además, participó en dos ediciones de la Copa Africana de Naciones (2006 y 2013).

## Carrera como entrenador
Nibombé inició su etapa como técnico en las divisiones inferiores del SC Paturages y del Francs Borains, donde estuvo también a cargo del equipo sub-21.Posteriormente, tuvo un breve paso por el AFC Tubize como entrenador de la sub-21 y al mismo tiempo fue asistente técnico del primer equipo que dirigía Christian Bracconi.
En julio de 2019, fue designado al frente de las divisiones juveniles del Royal Charleroi donde permaneció hasta junio de 2023. Unos meses antes de su salida del club belga, obtuvo la UEFA Pro Licence y más tarde recibió una propuesta para formar parte de una escuela de instructores de la Real Asociación Belga de Fútbol donde se dedicó a la formación de exfutbolistas.
El 15 de julio de 2024, fue nombrado como entrenador de la selección de Togo.

## Clubes

### Como jugador
| Club                  | País           | Año       |
| --------------------- | -------------- | --------- |
| Modèle Lomé           | Togo           | 1997-1999 |
| ASKO Kara             | Togo           | 1999-2000 |
| Liberty Professionals | Ghana          | 2001-2002 |
| AS Douanes            | Togo           | 2002      |
| RAA Louviéroise       | Bélgica        | 2002-2003 |
| RAEC Mons             | Bélgica        | 2003-2008 |
| CS Otopeni            | Rumania        | 2008-2009 |
| FC Timișoara          | Rumania        | 2009-2010 |
| FK Baku               | Azerbaiyán     | 2010      |
| Arminia Bielefeld     | Alemania       | 2011      |
| Al-Nassr              | Arabia Saudita | 2011      |
| RBD Borinage          | Bélgica        | 2012-2014 |
| Francs Borains        | Bélgica        | 2015      |

### Como entrenador
| Club              | País | Año           |
| ----------------- | ---- | ------------- |
| Selección de Togo | Togo | 2024-presente |

## Palmarés

### Como jugador

#### Campeonatos nacionales
| Título                      | Club       | País    | Año     |
| --------------------------- | ---------- | ------- | ------- |
| Campeonato nacional de Togo | AS Douanes | Togo    | 2002    |
| Challenger Pro League       | RAEC Mons  | Bélgica | 2005-06 |